# Grecia ai Giochi della XXVI Olimpiade
La Grecia partecipò ai Giochi della XXVI Olimpiade, svoltisi ad Atlanta, Stati Uniti, dal 19 luglio al 4 agosto 1996, con una delegazione di 121 atleti impegnati in diciotto discipline.

## Risultati
| Atleta | Classifica |                   |
| --- | --- | ----------------- |
| V · D · M Nazionale maschile greca di pallanuoto · Giochi olimpici - Atlanta 1996 1 Voltyrakīs · 2 Kaiafas · 3 Chatzitheodorou · 4 Loudīs · 5 Maurōtas · 6 Papanastasiou · 7 Psychos · 8 Kalakonas · 9 Afroudakīs · 10 Lorantos · 11 Chatzis · 12 Georgaras · 13 Patras · CT : Kyriakos Iosifidis | 6° |                   |
| Nazionale maschile greca di pallanuoto · Giochi olimpici - Atlanta 1996 | |                   |
| 1 Voltyrakīs · 2 Kaiafas · 3 Chatzitheodorou · 4 Loudīs · 5 Maurōtas · 6 Papanastasiou · 7 Psychos · 8 Kalakonas · 9 Afroudakīs · 10 Lorantos · 11 Chatzis · 12 Georgaras · 13 Patras · CT: Kyriakos Iosifidis                                                                                    | 1 Voltyrakīs · 2 Kaiafas · 3 Chatzitheodorou · 4 Loudīs · 5 Maurōtas · 6 Papanastasiou · 7 Psychos · 8 Kalakonas · 9 Afroudakīs · 10 Lorantos · 11 Chatzis · 12 Georgaras · 13 Patras · CT: Kyriakos Iosifidis | Grecia (bandiera) |